# Iwan Rheon
Iwan Rheon (Carmarthen, 1985. május 13. –) walesi színész és zenész. 
Legismertebb szerepe Ramsay Bolton az HBO Trónok harca című fantasysorozatában.

## Filmográfia

### Film
| Év   | Magyar cím                      | Eredeti cím             | Szerep         | Megjegyzések                  |
| ---- | ------------------------------- | ----------------------- | -------------- | ----------------------------- |
| 2011 |                                 | Resistance              | George         |                               |
| 2011 |                                 | Wild Bill               | Pill           |                               |
| 2012 |                                 | The Back of Beyond      | Petesy         | rövidfilm                     |
| 2012 | Felfelé a lejtőn                | The Rise / Wasteland    | Dempsey        |                               |
| 2012 |                                 | The Gospel of Us        | önmaga         | zenei előadó                  |
| 2013 | Amerika embere                  | Libertador              | Daniel O'Leary |                               |
| 2015 | Charlotte dala                  | Mermaid's Song          | Randall        |                               |
| 2016 |                                 | Alien Invasion: S.U.M.1 | S.U.M.1        |                               |
| 2017 |                                 | Daisy Winters           | Doug           |                               |
| 2018 | Hurricane – A becsület köteléke | Hurricane               | Jan Zumbach    | magyar hangja Dányi Krisztián |
| 2019 |                                 | Berlin, I Love You      | Greg           | Embassy szegmens              |
| 2019 |                                 | The Dirt                | Mick Mars      |                               |
| 2019 |                                 | Four                    | bérgyilkos     | rövidfilm                     |
| 2020 |                                 | The Existential Hotline | Fred           | rövidfilm                     |
| 2021 |                                 | The Toll                | Dom            |                               |
| 2021 |                                 | Barbarians              | Adam           |                               |
| 2022 | A varázsfuvola                  | The Magic Flute         | Papageno       |                               |

### Televízió
| Év        | Magyar cím                   | Eredeti cím                 | Szerep                                                | Megjegyzések                                                |
| --------- | ---------------------------- | --------------------------- | ----------------------------------------------------- | ----------------------------------------------------------- |
| 2002–2004 |                              | Pobol y Cwm                 | Macsen White                                          | 1 epizód                                                    |
| 2006      |                              | Caerdydd                    | Daniel                                                | 7 epizód                                                    |
| 2009–2011 | Kívülállók                   | Misfits                     | Simon Bellamy                                         | - főszereplő (21 epizód) - magyar hangja: - Kovács Lehel    |
| 2010      |                              | Coming Up                   | Luka                                                  | 1 epizód                                                    |
| 2010–2012 |                              | Grandma's House             | Ben Theodore                                          | 2 epizód                                                    |
| 2011      | Egy call girl titkos naplója | Secret Diary of a Call Girl | Lewis                                                 | 1 epizód                                                    |
| 2013–2016 | Trónok harca                 | Game of Thrones             | Ramsay Bolton                                         | 20 epizód                                                   |
| 2013–2016 |                              | Vicious                     | Ash Weston                                            | főszereplő (14 epizód)                                      |
| 2014      |                              | Our Girl                    | Dylan "Smurf" Smith                                   | 5 epizód                                                    |
| 2014      |                              | Under Milk Wood             | Evans the Death                                       | tévéfilm                                                    |
| 2015      |                              | Residue                     | Jonas Flak                                            | minisorozat (3 epizód)                                      |
| 2017      | Városi legendák              | Urban Myths                 | Adolf Hitler                                          | 1 epizód                                                    |
| 2017      | Embertelenek                 | Inhumans                    | Maximus                                               | - főszereplő (8 epizód) - magyar hangja: - Seszták Szabolcs |
| 2017      | Family Guy                   | Family Guy                  | George Harrison / John Lennon / sportbemondó (hangja) | 1 epizód                                                    |
| 2017–2020 | Riviéra                      | Riviera                     | Adam Clios                                            | - 13 epizód - magyar hangja: - Seszták Szabolcs             |
| 2020      |                              | The Snow Spider             | Gwydion (hangja)                                      | négy epizód                                                 |
| 2021      | Amerikai istenek             | American Gods               | Liam Doyle                                            | 2 epizód                                                    |
| 2021      |                              | The Prince                  | Vilmos herceg (hangja)                                | 12 epizód                                                   |
| 2023      | Farkas                       | Wolf                        | Molina                                                | 6 epizód                                                    |
| 2023      | Fel a fejjel!                | Men Up                      | Meurig Jenkins                                        | tévéfilm                                                    |
| 2024      |                              | Those About to Die          | Tenax                                                 | 10 epizód                                                   |